# Huang Gai
Pour les articles homonymes, voir Huang.
Huang Gai (Entre 145 à 147 - 208 ou entre 213 à 223), de son prénom social Gongfu, était un général vétéran au service de la famille Sun lors de la dynastie Han et fut plus tard sous les bannières du Royaume de Wu lors de la période des Trois Royaumes en Chine antique. Servant successivement Sun Jian, Sun Ce et Sun Quan, il joua un rôle déterminant dans la bataille de la Falaise rouge.

## Biographie
Il joignit Sun Jian lorsque ce dernier leva une armée de volontaires pour opposer Dong Zhuo. Peu après leur succès contre Dong Zhuo, Huang Gai fut promu commandant auxiliaire.
Après la mort de Sun Jian, il demeura loyal à la famille Sun en suivant Sun Ce dans ses conquêtes du Jiangdong. Reconnu pour sa compassion envers les roturiers, il fut d’une grande habileté dans les batailles opposant les montagnards et les tribus Shanyue. En l’an 199, lorsque Sun Ce attaqua Huang Zu et Liu Xun sur les rives du Yangzi, Huang Gai fut nommé Colonel de la Ferme Attaque par intérim.
Après la mort de Sun Ce, Sun Quan poursuivit la guerre contre Huang Zu et nomma Huang Gai Colonel en chef de Danyang. Par après, en l’an 208, alors commandant de division sous Zhou Yu, il participa à la Bataille de la Falaise Rouge et suggéra le stratagème d’une attaque incendiaire sur la flotte de Cao Cao. Feignant de se rendre, Huang Gai s’approcha suffisamment près des navires pour y mettre le feu. Aidé par de forts vents, la flotte entière de Cao Cao fut enflammée, de même que ses camps et ce dernier dut renoncer à conquérir le Sud.
Habile dans l'entraînement de ses hommes et ne négligeant jamais une de ses tâches, Huang Gai fut grandement admiré par Sun Quan, qui lui donna le titre de Général des Gentilshommes de la Maison. Huang Gai assuma souvent les fonctions de préfet dans les comtés où se rebellèrent les tribus Shanyue et à chaque fois, il pacifia le territoire avec succès, gagnant le respect de ses rivaux. Il fut d’ailleurs élevé au rang de Lieutenant-Général après avoir vaincu les Shanyue dans le comté de Yiyang. En tout, il fut assigné dans neuf comtés, dont celui de Wuling où il mourut de causes naturelles quelques années après son entrée en fonction.

## Son personnage dans le roman
Dans le roman Histoire des Trois Royaumes écrit par Luo Guanzhong, Huang Gai, qui manie un fouet de fer, est également présenté comme un combattant fiable. Il combat aux côtés de Sun Jian durant l'assaut de la passe de la rivière Si lors de la campagne contre Dong Zhuo. Il est aussi actif lors du conflit contre Liu Biao où il domine Cai Mao en duel et où peu après, dirigeant la flotte sur la rivière Han, il prend Huang Zu captif.
Il prend aussi part à la conquête du Jiangdong de Sun Ce et occupe la ville de Jiaxing, qui était détenue par Yan Baihu, combattant aussi les forces ennemies de Liu Yao et Wang Lang. Plus tard au service de Sun Quan et en faveur de la résistance face à Cao Cao, il mène conjointement l'avant-garde avec Han Dang et dirige les forces navales aux Trois Rivières.
Durant la Bataille de la Falaise Rouge, Huang Gai est au cœur de la ruse « d’être flagellé pour gagner la confiance de l’ennemi », qui est mis de l'avant par Zhou Yu. Ce stratagème consistait à châtier publiquement Huang Gai pour que ce dernier aille offrir sa soumission à l'ennemi avec crédibilité. Prétendant donc venir se soumettre à Cao Cao, il met le feu à la flotte ennemie et mène ainsi l'alliance de Liu Bei et Sun Quan à la victoire.